# Campeonato Gaúcho de Futebol de 2018 - Série A
O Campeonato Gaúcho de Futebol de 2018 - Série A, oficialmente denominado Gauchão Ipiranga 2018, foi a 98ª edição da competição organizada anualmente pela Federação Gaúcha de Futebol, disputada entre 17 de janeiro e 8 de abril.

## Formato de disputa
O campeonato é disputado em duas fases. A primeira fase reúne as doze equipes em grupo único, onde estas equipes enfrentam-se entre si, em jogos apenas de ida. Os oito primeiros colocados serão classificados para a segunda fase, enquanto os dois últimos colocados serão rebaixados para a Divisão de Acesso de 2019. Além disso, será ofertada a "Taça do Centenário" à equipe melhor classificada na primeira fase, como forma de comemoração aos cem anos de existência da Federação Gaúcha de Futebol.
A segunda fase será disputada no formado de mata-mata, com as quartas de final, onde as oito equipes classificadas da primeira fase disputam em jogos de ida e volta, a semifinal, onde as quatro equipes classificadas das quartas de final disputam jogos de ida e volta, e a final, onde as duas equipes classificadas da semifinal disputam jogos de ida e volta para definir o campeão da competição.
Ao final do campeonato, a equipe melhor colocada, excetuando-se dupla Grenal e que não tenha disputado a final, será declarada campeã do interior. As três equipes melhores colocadas na classificação geral classificarão-se para a Copa do Brasil de Futebol de 2019, porém, caso estas equipes já tenham conquistado a vaga por outro método, a vaga será repassada a equipe subsequente. Também será disponibilizada uma vaga para o Campeonato Brasileiro de Futebol de 2019 - Série D, que será distribuída para o melhor colocado que já não esteja classificado para alguma divisão do Campeonato Brasileiro de Futebol.

## Participantes
| Equipe | Cidade            | Estádio              | Capacidade | Em 2017       | Títulos (Último) |
| --- | ----------------- | -------------------- | ---------- | ------------- | ---------------- |
| Esporte Clube Avenida | Santa Cruz do Sul | Eucaliptos           | 3 000      | 2º (Série A2) | 0 (não possui)   |
| Grêmio Esportivo Brasil | Pelotas           | Bento Freitas        | 12 000     | 10°           | 1 (1919)         |
| Sociedade Esportiva e Recreativa Caxias do Sul | Caxias do Sul     | Centenário           | 22 132     | 3º            | 1 (2000)         |
| Esporte Clube Cruzeiro | Cachoeirinha      | Vieirão              | 4 700      | 5º            | 1 (1929)         |
| Grêmio Foot-Ball Porto Alegrense | Porto Alegre      | Arena do Grêmio      | 55 662     | 4º            | 36 (2010)        |
| Sport Club Internacional | Porto Alegre      | Beira-Rio            | 50 128     | 2º            | 45 (2016)        |
| Esporte Clube Juventude | Caxias do Sul     | Alfredo Jaconi       | 19 924     | 7º            | 1 (1998)         |
| Esporte Clube Novo Hamburgo | Novo Hamburgo     | Vale                 | 5 196      | 1º            | 1 (2017)         |
| Esporte Clube São Luiz | Ijuí              | 19 de Outubro        | 5 217      | 1º (Série A2) | 0 (não possui)   |
| Esporte Clube São José | Porto Alegre      | Passo D'Areia        | 10 646     | 8º            | 0 (não possui)   |
| Sport Club São Paulo | Rio Grande        | Aldo Dapuzzo         | 3 500      | 9º            | 1 (1933)         |
| Veranópolis Esporte Clube Recreativo e Cultural | Veranópolis       | Antônio David Farina | 4 720      | 6º            | 0 (não possui)   |
| Porto Alegre Porto Alegre Grêmio Internacional São José Caxias do Sul Caxias Juventude Caxias do Sul Avenida Brasil de Pelotas Cruzeiro Novo Hamburgo São Luiz São Paulo VeranópolisLocalização das equipes participantes. |                   |                      |            |               |                  |

### Estádios

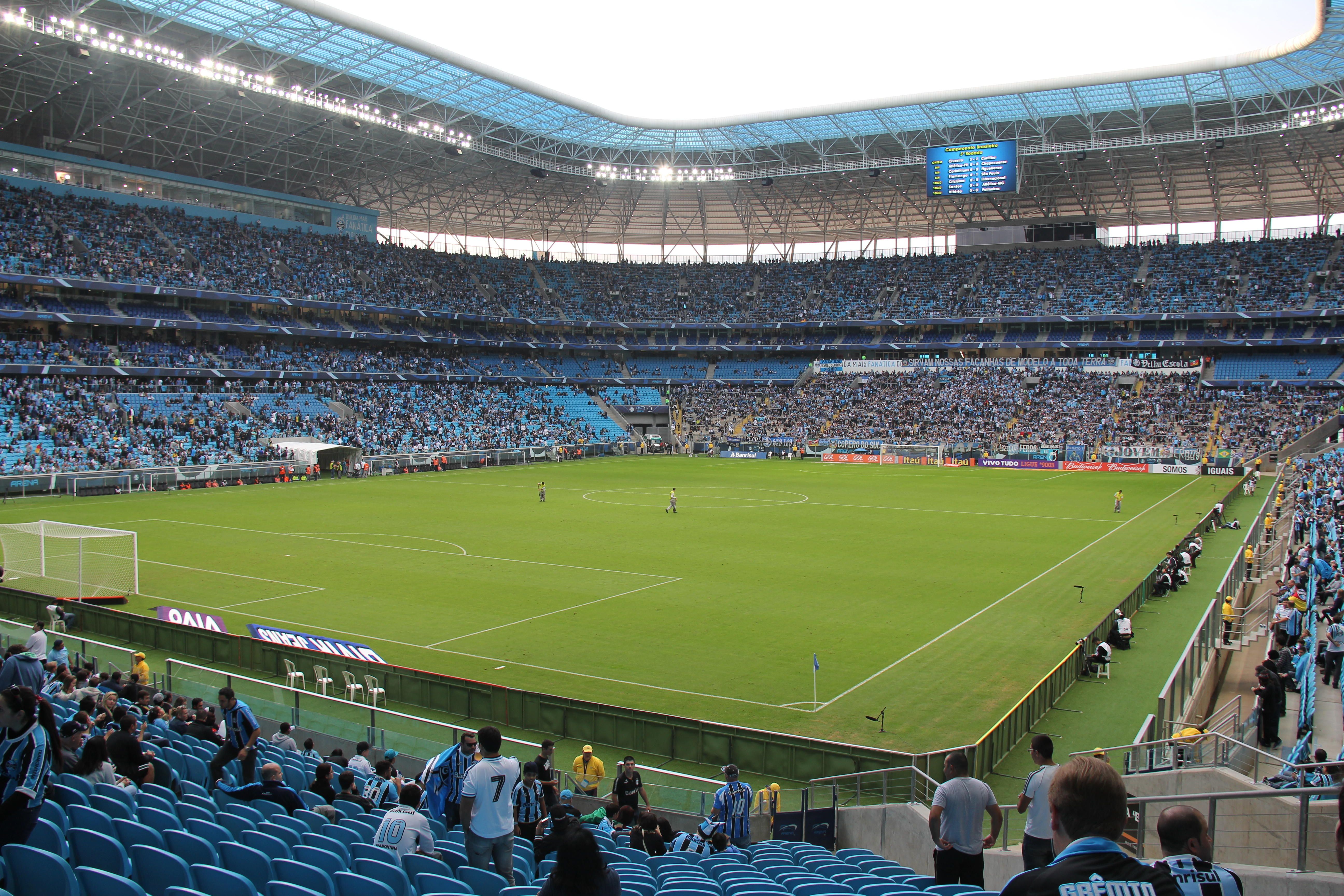
Arena do Grêmio
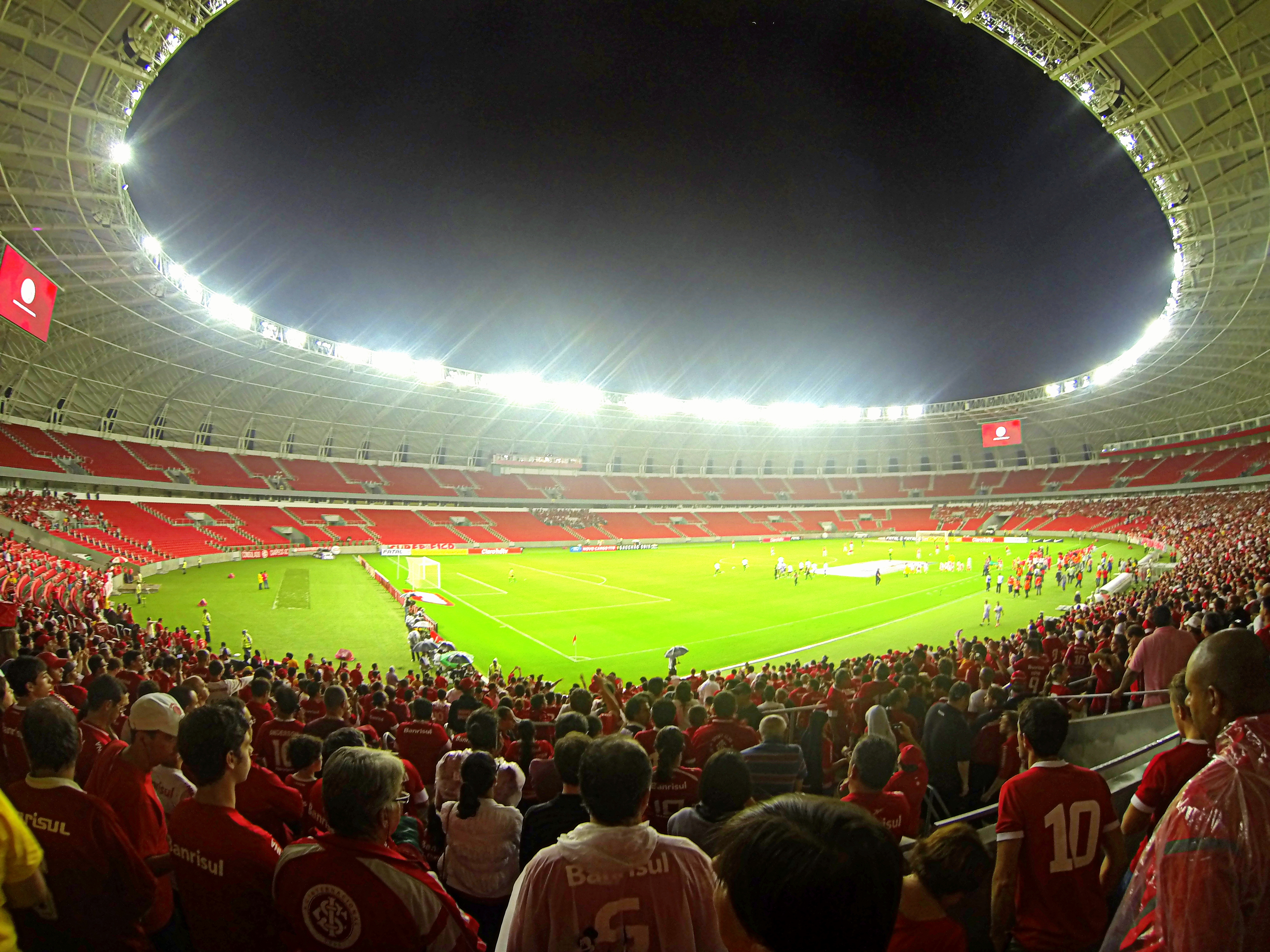
Estádio Beira-Rio
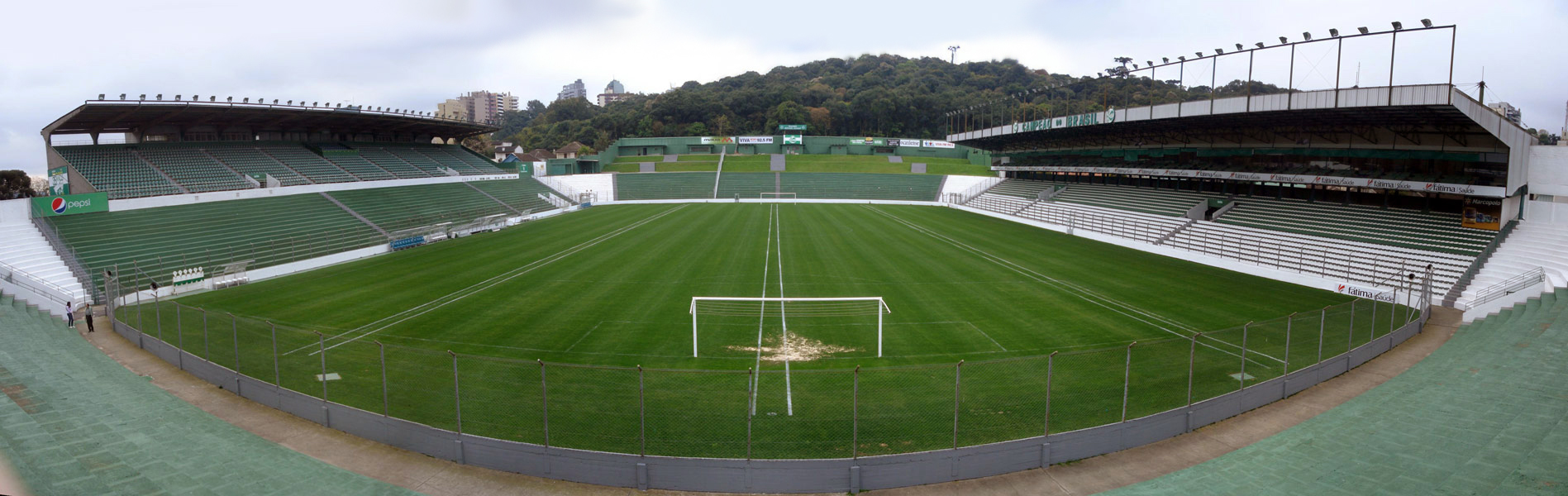
Estádio Alfredo Jaconi
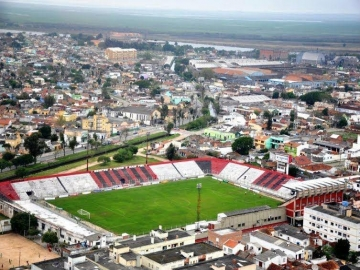
Estádio Bento Freitas
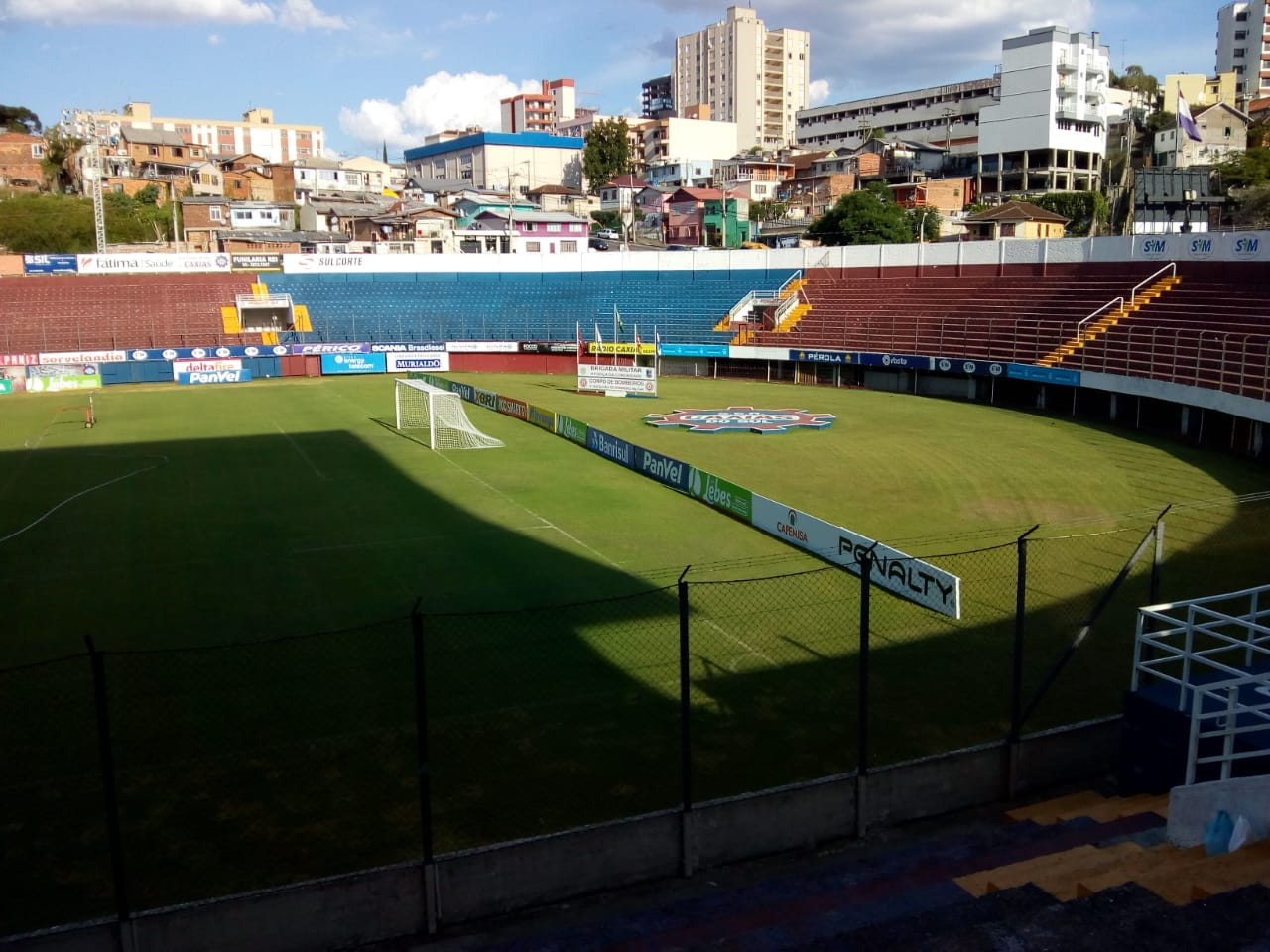
Estádio Francisco Stédile

## Primeira fase
| Pos | Equipes           | Pts | J  | V | E | D | GP | GC | SG  | %  | Classificação ou rebaixamento               |
| --- | ----------------- | --- | -- | - | - | - | -- | -- | --- | -- | ------------------------------------------- |
| 1   | Brasil de Pelotas | 21  | 11 | 6 | 3 | 2 | 13 | 7  | +6  | 64 | Classificados à fase final                  |
| 2   | Caxias            | 20  | 11 | 5 | 5 | 1 | 16 | 9  | +7  | 61 | Classificados à fase final                  |
| 3   | Internacional     | 18  | 11 | 5 | 3 | 3 | 16 | 6  | +10 | 55 | Classificados à fase final                  |
| 4   | São José-RS       | 17  | 11 | 5 | 2 | 4 | 13 | 16 | –3  | 52 | Classificados à fase final                  |
| 5   | Veranópolis       | 17  | 11 | 4 | 5 | 2 | 9  | 5  | +4  | 52 | Classificados à fase final                  |
| 6   | Grêmio            | 16  | 11 | 5 | 1 | 5 | 17 | 16 | +1  | 48 | Classificados à fase final                  |
| 7   | Avenida           | 15  | 11 | 3 | 6 | 2 | 11 | 12 | –1  | 45 | Classificados à fase final                  |
| 8   | São Luiz          | 14  | 11 | 3 | 5 | 3 | 12 | 10 | +2  | 42 | Classificados à fase final                  |
| 9   | Juventude         | 13  | 11 | 3 | 4 | 4 | 14 | 17 | –3  | 39 |                                             |
| 10  | Novo Hamburgo     | 10  | 11 | 2 | 4 | 5 | 8  | 17 | –9  | 30 |                                             |
| 11  | Cruzeiro-RS       | 9   | 11 | 2 | 3 | 6 | 7  | 13 | –6  | 27 | Rebaixados para a Divisão de Acesso de 2019 |
| 12  | São Paulo-RS      | 6   | 11 | 1 | 3 | 7 | 4  | 12 | –8  | 18 | Rebaixados para a Divisão de Acesso de 2019 |

### Confrontos
Em negrito estão os jogos clássicos.
|  |                     |  |        |  |                      |
|  | Vitória do Mandante |  | Empate |  | Vitória do Visitante |

## Fase final
|  |  |

|  | Quartas de final  | Quartas de final        | Quartas de final | Quartas de final |       |             | Semifinais       | Semifinais       | Semifinais       | Semifinais       |  |        | Final          | Final          | Final          | Final          |  |  |
|  | 17 a 22 de março  | 17 a 22 de março        | 17 a 22 de março | 17 a 22 de março |       |             | 25 e 28 de março | 25 e 28 de março | 25 e 28 de março | 25 e 28 de março |  |        | 1 e 8 de abril | 1 e 8 de abril | 1 e 8 de abril | 1 e 8 de abril |  |  |
|  |                   |                         |                  |                  |       |             |                  |                  |                  |                  |  |        |                |                |                |                |  |  |
|  | Avenida (gf)      | 1                       | 2                | 3                |       |             |                  |                  |                  |                  |  |        |                |                |                |                |  |  |
|  | Caxias            | 1                       | 2                | 3                |       |             |                  |                  |                  |                  |  |        |                |                |                |                |  |  |
|  | Caxias            | 1                       | 2                | 3                |       | Avenida     | 0                | 1                | 1                |                  |  |        |                |                |                |                |  |  |
|  |                   |                         |                  |                  |       | Avenida     | 0                | 1                | 1                |                  |  |        |                |                |                |                |  |  |
|  |                   | Grêmio                  | 3                | 1                | 4     |             |                  |                  |                  |                  |  |        |                |                |                |                |  |  |
|  | Grêmio            | Grêmio                  | 3                | 1                | 4     | 3           | 0                | 3                |                  |                  |  |        |                |                |                |                |  |  |
|  | Grêmio            |                         |                  |                  |       | 3           | 0                | 3                |                  |                  |  |        |                |                |                |                |  |  |
|  | Internacional     | 0                       | 2                | 2                |       |             |                  |                  |                  |                  |  |        |                |                |                |                |  |  |
|  | Internacional     | 0                       | 2                | 2                |       |             |                  |                  |                  |                  |  | Grêmio | 4              | 3              | 7              |                |  |  |
|  |                   |                         |                  |                  |       |             |                  |                  |                  |                  |  | Grêmio | 4              | 3              | 7              |                |  |  |
|  |                   | Brasil de Pelotas       | 0                | 0                | 0     |             |                  |                  |                  |                  |  |        |                |                |                |                |  |  |
|  | Veranópolis       | Brasil de Pelotas       | 0                | 0                | 0     | 1           | 0                | 1 (3)            |                  |                  |  |        |                |                |                |                |  |  |
|  | Veranópolis       |                         |                  |                  |       | 1           | 0                | 1 (3)            |                  |                  |  |        |                |                |                |                |  |  |
|  | São José-RS (pen) | 0                       | 1                | 1 (4)            |       |             |                  |                  |                  |                  |  |        |                |                |                |                |  |  |
|  | São José-RS (pen) | 0                       | 1                | 1 (4)            |       | São José-RS | 1                | 1                | 2 (3)            |                  |  |        |                |                |                |                |  |  |
|  |                   |                         |                  |                  |       | São José-RS | 1                | 1                | 2 (3)            |                  |  |        |                |                |                |                |  |  |
|  |                   | Brasil de Pelotas (pen) | 1                | 1                | 2 (4) |             |                  |                  |                  |                  |  |        |                |                |                |                |  |  |
|  | São Luiz          | Brasil de Pelotas (pen) | 1                | 1                | 2 (4) | 1           | 1                | 2                |                  |                  |  |        |                |                |                |                |  |  |
|  | São Luiz          |                         |                  |                  |       | 1           | 1                | 2                |                  |                  |  |        |                |                |                |                |  |  |
|  | Brasil de Pelotas | 1                       | 2                | 3                |       |             |                  |                  |                  |                  |  |        |                |                |                |                |  |  |

Em itálico, os times que disputaram a primeira partida como mandante. Em negrito, os times classificados.

## Premiação
| Taça Centenário                        |
| -------------------------------------- |
| Brasil de Pelotas Campeão (1.º título) |

| Campeonato Gaúcho de 2018    |
| Porto Alegre                 |
| ---------------------------- |
| Grêmio Campeão (37.º título) |

| Campeão do Interior de 2018      |
| Porto Alegre                     |
| -------------------------------- |
| São José-RS Campeão (2.º título) |

### Cotas de televisão
O Grupo Globo, através de sua afiliada no Rio Grande do Sul: a RBS TV, fechou o contrato de televisionamento do Campeonato Gaúcho distribuindo dessa forma o pagamento dos direitos de transmissão dos jogos (valores brutos):
- Grêmio e Internacional – 12,5 milhões de reais
- Brasil de Pelotas e Juventude – 3,6 milhões reais
- Demais clubes – Um milhão e 100 mil reais

### Seleção do Campeonato
Fonte: FGF
| Posição          | Jogador              | Clube                |
| ---------------- | -------------------- | -------------------- |
| Goleiro          | Marcelo Grohe        | Grêmio               |
| Lateral-direito  | Itaqui               | Avenida              |
| Zagueiro         | Pedro Geromel        | Grêmio               |
| Zagueiro         | Walter Kannemann     | Grêmio               |
| Lateral-esquerdo | Iago                 | Internacional        |
| Volante          | Arthur               | Grêmio               |
| Volante          | Leandro Leite        | Brasil de Pelotas    |
| Meia             | Andrés D'Alessandro  | Internacional        |
| Meia             | Luan                 | Grêmio               |
| Atacante         | Everton              | Grêmio               |
| Atacante         | Michel               | São Luiz             |
| Treinador        | Renato Portaluppi    | Grêmio               |
| Revelação        | Iago                 | Internacional        |
| Artilheiro       | Michel               | São Luiz             |
| Melhor jogador   | Everton              | Grêmio               |
| Dirigente        | André Zanotta        | Grêmio               |
| Árbitro          | Leandro Pedro Vuaden | Leandro Pedro Vuaden |
| Assistente       | Lúcio Flor           | Lúcio Flor           |

## Estatísticas

### Artilharia
8 gols (1)
- Michel (São Luiz)

6 gols (1)
- Guilherme Queiroz (Juventude)

5 gols (1)
- Everton (São José-RS)

4 gols (3)
- Calyson (Brasil de Pelotas)
- Luan (Grêmio)
- William Pottker (Internacional)

3 gols (11)
- Alexandre (Avenida)
- Alisson (Grêmio)
- Arthur (Grêmio)
- Everton (Grêmio)
- João Paulo (Caxias)
- Jael (Grêmio)
- Kairon (Cruzeiro-RS)
- Luiz Eduardo (Brasil de Pelotas)
- Nico López (Internacional)
- Nicolas (Caxias)
- Rafael Porcellis (São José-RS)
- Rudiero (São Luiz)

2 gols (24)
- Alisson Farias (Brasil de Pelotas)
- D'Alessandro (Internacional)
- Daniel Cruz (Caxias)
- Danilo Silva (Internacional)
- Diego Miranda (Caxias)
- Diego Torres (Avenida)
- Fábio (São José-RS)
- Felipe Lima (Juventude)
- Felipe Mattioni (Veranópolis)
- Itaqui (Brasil de Pelotas)
- Jean Pyerre (Grêmio)
- Juba (Veranópolis)
- Juninho (Novo Hamburgo)
- Junior Alves (Caxias)
- Marques (Avenida)
- Matheus (Grêmio)
- Matheus Bertotto (Veranópolis)
- Rafael Gava (Caxias)
- Rafinha (São José-RS)
- Ricardo Jesus (Juventude)
- Ricardo Lobo (Novo Hamburgo)
- Roberto Dias (Novo Hamburgo)
- Roger (Internacional)
- Thonny Anderson (Grêmio)
- Valdemir (Brasil de Pelotas)
- Willian Kozlowski (Cruzeiro-RS)

1 gol (53)
- Alex Willian (Caxias)
- Bruno Ribeiro (Juventude)
- Cícero (Grêmio)
- Claudinho (Avenida)
- Clayson (Brasil de Pelotas)
- Clayton (São José-RS)
- Djalminha (São Luiz)
- Feijão (São Paulo-RS)
- Felipe Guedes (São José-RS)
- Fellipe Mateus (Juventude)
- Fidélis (Avenida)
- França (Cruzeiro-RS)
- Fred (Juventude)
- Gabriel Silva (Veranópolis)
- Hugo Sanches (São Luiz)
- Hyantony (Avenida)
- Iago (Internacional)
- Isaque (Grêmio)
- Itaqui (Avenida)
- Klaus (Internacional)
- Laércio (Caxias)
- Leandro Leite (Brasil de Pelotas)
- Léo Bahia (Brasil de Pelotas)
- Léo Dagostini (Veranópolis)
- Léo Moura (Grêmio)
- Lourency (Brasil de Pelotas)
- Lucas (Cruzeiro-RS)
- Luís Gueguel (São Paulo-RS)
- Luís Henrique (Avenida)
- Madson (Grêmio)
- Maicon (Grêmio)
- Márcio Jonatan (São José-RS)
- Marlon (São Paulo-RS)
- Mateus (Juventude)
- Matheus Lima (Brasil de Pelotas)
- Michel (Grêmio)
- Patrick (Internacional)
- Paulo Miranda (Grêmio)
- Rafael Pilões (São Paulo-RS)
- Ramiro (Grêmio)
- Ramon (Caxias)
- Robério (Brasil de Pelotas)
- Rodrigo Dourado (Internacional)
- Roger (Avenida)
- Ronaldinho (São Luiz)
- Talis (Novo Hamburgo)
- Thales (Internacional)
- Toto (Avenida)
- Van Basty (Brasil de Pelotas)
- Wesley (Veranópolis)
- William Paulista (Veranópolis)
- Zotti (Novo Hamburgo)

Gols contra (1)
- Gabriel Dias (Internacional, para o Caxias)

### Desempenho por rodada
|  |  |

### Rodadas na liderança
Clubes que lideraram o campeonato ao final de cada rodada:
| Rodadas | Rodadas | Rodadas | Rodadas | Rodadas | Rodadas | Rodadas | Rodadas | Rodadas | Rodadas | Rodadas |
| ------- | ------- | ------- | ------- | ------- | ------- | ------- | ------- | ------- | ------- | ------- |
| 1       | 2       | 3       | 4       | 5       | 6       | 7       | 8       | 9       | 10      | 11      |
| CAX     | CAX     | CAX     | CAX     | CAX     | CAX     | BRP     | BRP     | INT     | INT     | BRP     |

### Rodadas na lanterna
Clubes que ficaram na última posição do campeonato ao final de cada rodada:
| Rodadas | Rodadas | Rodadas | Rodadas | Rodadas | Rodadas | Rodadas | Rodadas | Rodadas | Rodadas | Rodadas |
| ------- | ------- | ------- | ------- | ------- | ------- | ------- | ------- | ------- | ------- | ------- |
| 1       | 2       | 3       | 4       | 5       | 6       | 7       | 8       | 9       | 10      | 11      |
| NHA     | NHA     | NHA     | NHA     | GRE     | NHA     | GRE     | SPO     | SPO     | SPO     | SPO     |

### Dados disciplinares
| Clube             | Jogos | Penalizado com cartão amarelo | Expulso |
| ----------------- | ----- | ----------------------------- | ------- |
| Avenida           | 15    | 26                            | 1       |
| Brasil de Pelotas | 17    | 42                            | 4       |
| Caxias            | 13    | 31                            | 3       |
| Cruzeiro-RS       | 11    | 24                            | 1       |
| Grêmio            | 17    | 28                            | 1       |
| Internacional     | 13    | 35                            | 1       |
| Juventude         | 11    | 26                            |         |
| Novo Hamburgo     | 11    | 29                            | 1       |
| São José-RS       | 15    | 27                            | 2       |
| São Luiz          | 13    | 33                            | 3       |
| São Paulo-RS      | 11    | 27                            | 2       |
| Veranópolis       | 13    | 34                            | 1       |

### Maiores públicos
| Nº | Público[PP] | Mandante      | Placar | Visitante         | Estádio           | Data          | Rodada | Ref.   |
| -- | ----------- | ------------- | ------ | ----------------- | ----------------- | ------------- | ------ | ------ |
| 1  | 41 693      | Grêmio        | 3–0    | Internacional     | Arena do Grêmio   | 18 de março   | QF1    | [ 7 ]  |
| 2  | 38 239      | Internacional | 1–2    | Grêmio            | Estádio Beira-Rio | 11 de março   | 6ª     | [ 8 ]  |
| 3  | 29 891      | Grêmio        | 4–0    | Brasil de Pelotas | Arena do Grêmio   | 1º de abril   | FI1    | [ 9 ]  |
| 4  | 23 753      | Internacional | 2–0    | Grêmio            | Estádio Beira-Rio | 21 de março   | QF2    | [ 10 ] |
| 5  | 12 649      | Internacional | 1–0    | Veranópolis       | Estádio Beira-Rio | 18 de janeiro | 1ª     | [ 11 ] |

### Menores públicos
| Nº | Público[PP] | Mandante    | Placar | Visitante     | Estádio                      | Data            | Rodada | Ref.   |
| -- | ----------- | ----------- | ------ | ------------- | ---------------------------- | --------------- | ------ | ------ |
| 1  | 31          | Veranópolis | 3–1    | São José-RS   | Estádio Antônio David Farina | 21 de janeiro   | 2ª     | [ 12 ] |
| 2  | 32          | Cruzeiro-RS | 0–1    | Avenida       | Estádio Antônio Vieira Ramos | 17 de fevereiro | 8ª     | [ 13 ] |
| 3  | 54          | São José-RS | 0–0    | Avenida       | Estádio Passo d'Areia        | 14 de fevereiro | 7ª     | [ 14 ] |
| 4  | 57          | Cruzeiro-RS | 0–0    | Veranópolis   | Estádio Antônio Vieira Ramos | 28 de janeiro   | 4ª     | [ 15 ] |
| 5  | 102         | São José-RS | 2–1    | Novo Hamburgo | Estádio Passo d'Areia        | 24 de janeiro   | 3ª     | [ 16 ] |

Notas:
- PP. ^ Considera-se apenas o público pagante.
- Não são considerados jogos com portões fechados

### Média de público
As médias de público são calculadas manualmente, levando-se em conta o relatório oficial emitido pela Federação Gaúcha de Futebol, disponíveis no site oficial.
| Pos. | Time              | Média  | Total   | Mandos | Maior  | Menor |
| ---- | ----------------- | ------ | ------- | ------ | ------ | ----- |
| 1    | Grêmio            | 16 233 | 129 868 | 8      | 41 693 | 4 779 |
| 2    | Internacional     | 14 906 | 104 342 | 7      | 38 239 | 4 408 |
| 3    | Brasil de Pelotas | 4 810  | 38 482  | 8      | 8 156  | 2 837 |
| 4    | Juventude         | 3 976  | 19 882  | 5      | 9 165  | 1 333 |
| 5    | Caxias            | 2 059  | 14 411  | 7      | 3 564  | 1 103 |
| 6    | São Paulo-RS      | 1 160  | 6 959   | 6      | 2 425  | 401   |
| 7    | São Luiz          | 1 108  | 7 760   | 7      | 1 896  | 553   |
| 8    | Avenida           | 1 076  | 5 287   | 8      | 3 320  | 325   |
| 9    | São José-RS       | 566    | 2 829   | 8      | 1 324  | 54    |
| 10   | Novo Hamburgo     | 530    | 1 899   | 5      | 752    | 235   |
| 11   | Cruzeiro-RS       | 464    | 2 321   | 5      | 1 716  | 32    |
| 12   | Veranópolis       | 346    | 2 078   | 6      | 1 099  | 31    |

Notas
- Não são considerados jogos com portões fechados.

## Mudança de treinadores
| Clube        | Técnico demitido    | Motivo                    | Data            | Última partida            | Rod | Pos | Sucessor        | Ref.          |
| ------------ | ------------------- | ------------------------- | --------------- | ------------------------- | --- | --- | --------------- | ------------- |
| Juventude    | Antônio Carlos Zago | Maus resultados           | 22 de fevereiro | Juventude 0–2 Avaí[cbr]   | 8ª  | 9º  | Julinho Camargo | [ 17 ] [ 18 ] |
| São Paulo-RS | Claiton             | Maus resultados           | 25 de fevereiro | São José-RS 1–0 São Paulo | 9ª  | 12º | Ernesto Guedes  | [ 19 ] [ 20 ] |
| Veranópolis  | Julinho Camargo     | Contratado pelo Juventude | 26 de fevereiro | Avenida 0–0 Veranópolis   | 9º  | 5º  | Vosmir Fabian   | [ 18 ] [ 21 ] |

[cbr] ^ Partida válida pela Copa do Brasil de Futebol de 2018.

## Transmissão
A RBS TV (afiliada da Rede Globo) detém todos os direitos de transmissão para a temporada de 2018 pela TV aberta.